# Casto Innocenzio Ansaldi
Casto Innocenzo Ansaldi (auch Innocenzio; * 7. Mai 1710 in Piacenza; † 1780 in Turin)  war ein italienischer Theologe, Philosoph und Altertumsforscher.

## Leben
Ansaldi war Dominikaner und lehrte Theologie am Ordenskolleg in Neapel. 1737 wurde er wegen seiner Unterrichtsmethoden und seiner antischolastischen Ansichten seines Lehramtes enthoben. Nachdem er die verschiedensten Sitze des Ordens durchwandert hatte, wurde er 1754 auf Empfehlung Benedikts XIV. zum Dozenten für Theologie zuerst in Brescia, dann in Ferrara, ernannt; ab 1756 lehrte er Theologie an der Universität Turin.
In Gegnerschaft zur Scholastik entwarf Ansaldi in seinen ersten Werken die „Traditionalismus“-These und widmete sich dann Forschungen über das hebräische Altertum und der Bibelexegese, die von den Problemstellungen Muratoris beeinflusst sind und sich gegen die rationalistische Kritik des 17. und 18. Jahrhunderts richten. Seine letzten Werke sind mehr philosophischer Art und wenden sich gegen die sich durchsetzenden Ideen der Aufklärung.

## Werke
Seine bedeutendsten Werke sind: De diis multarum gentium Romam evocatis (Brescia, 1743, mehrmals nachgedruckt); Vindiciae maupertuisianae (Venedig, 1754), seine berühmteste Arbeit (die im Zentrum lebhafter Auseinandersetzung stand und worin er sich gegen F. M. Zanottis: Filosofia morale secondo l’opinione de’ Peripatetici richtet); Saggio intorno alle rappresentazioni e immagini della felicità somma („Betrachtungen über die Darstellung und die Bilder der höchsten Glückseligkeit“; Turin, 1775); Riflessione sopra i mezzi di perfezionare la filosofia morale („Überlegungen zur Vervollkommnung der Moralphilosophie“; Turin, 1778).
Beim Werk De Theurgia geht Ansaldi von der Auslegung einer Paulus-Stelle aus, die auf eine Rekonstruktion der „Theurgenmysterien“ des heidnischen Altertums abzielt, d. h. jene religiösen Handlungen, die eine Reinigung von den Sünden und eine Vereinigung des Menschen mit der Gottheit intendieren. Die Bedeutung dieses Werks liegt darin, dass es sich um eine erste religionsgeschichtliche Abhandlung handelt, eine Fachrichtung, als deren Vorläufer Ansaldi anzusehen ist.